# Primnoella delicatissima
Primnoella delicatissima is een zachte koraalsoort uit de familie Primnoidae. De koraalsoort komt uit het geslacht Primnoella. Primnoella delicatissima werd in 1909 voor het eerst wetenschappelijk beschreven door Kükenthal. 